# Бараний лоб у озера Семёновское
Бара́ний лоб у о́зера Семёновское — региональный геологический памятник природы в Мурманской области (в городской черте Мурманска). Имеет учебно-просветительское значение.

## Расположение
Расположен в северо-западной части полуострова на территории Ленинского округа Мурманска на расстоянии около 400 метров к западу от Семёновского озера и километра к востоку от Кольского залива в районе улицы Аскольдовцев недалеко от памятника «Защитникам Заполярья» (Алёша) в восточной части сопки Зелёный Мыс. С востока и с севера территория памятника природы ограничена жилым массивом Ленинского района, с юга — земельным участком погранотряда, с запада — комплексом мемориала «Защитникам Заполярья». Площадь охраняемой территории — 0,5 га.
Добраться до памятника природы несложно — вдоль восточного побережья озера Семёновское проходит проспект Героев-Североморцев, по которому регулярно проходит общественный транспорт, а от проспекта до самого памятника можно добраться пешком, обогнув озеро. Расстояние от проспекта до бараньего лба — чуть более 1 километра.

## Описание
Бараньи лбы — это скалы, сглаженные и отполированные движением ледника. Данный бараний лоб сложен гранитами, которые образовались более 2,5 млрд лет назад — в архейском эоне. Намного позже, в антропогеновом периоде, по этой местности прошёл ледник. Он придал скале форму лба и сгладил на ней крупные неровности, но исцарапал всю её поверхность множеством борозд. Исходя из формы выступа и глубине борозд на нём, можно определить, куда шёл ледник и какой он был мощности. Склон скалы памятника направлен на юг, откуда когда-то пришёл ледник, и в профиль действительно напоминает бараний лоб.
Благодаря этому и схожим с ним выступам учёные установили, что в течение антропогена территория нынешней Мурманской области трижды становилась центром оледенений: лихвинского, днепровского (максимальное) и валдайского оледенений. Именно последнее — валдайское — и оставило такие бараньи лбы.
Подобные выступы не редкость для Кольского полуострова, но бараний лоб Семёновского острова уникален своим расположением в черте крупного города, областного центра, что очень удобно для посещения памятника природы учёными и туристами.
Статус памятника природы получен 24 декабря 1980 года решением № 537 исполкома Мурманского областного Совета народных депутатов. Ответственные за контроль и охрану памятника — ГОКУ «Дирекция (администрация) особо охраняемых природных территорий регионального значения Мурманской области» и Комитет природопользования и экологии Мурманской области.
Растительность на территории памятника природы представлена в первую очередь берёзовым криволесьем с травянисто-кустарничковым ярусом, мохово-кустарничковой тундрой на склонах гранитного выступа и участками осоки у склонов выступа и вдоль берега озера. Из мхов встречаются виды родов Бриумы, Брахитециумы и Полии, в том числе такие редкие виды, как Pohlia longicollis, Pohlia ludwigii, Brachythecium rutabulum, Bryum turbinatum, Racomitrium fasciculare и другие.

## Карта местности
Лист карты R-36-XXVII,XXVIII Мурманск. Масштаб: 1 : 200 000.